# Madagasocycnelus
Madagasocycnelus es un género de coleópteros curculionoideos de la familia Attelabidae. Legalov describió el género en 2003. Esta es la lista de especies que lo componen:
- Madagasocycnelus humeralis Olivier, 1807
- Madagasocycnelus madegassus Hustache, 1922
- Madagasocycnelus michaelis Hustache, 1955